# Lancia (Adelsgeschlecht)

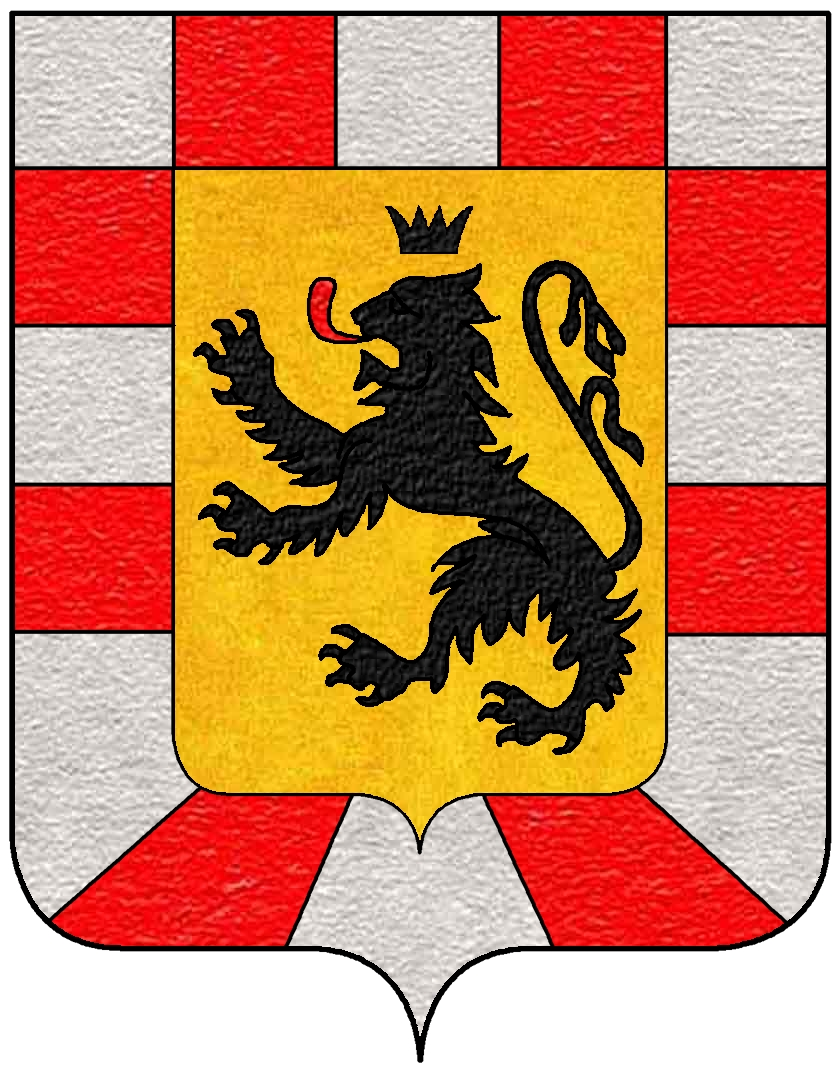
Wappen der Lanza (Zweig Trabia)

Die Lancia oder Lanza sind ein sizilianisches Adelsgeschlecht, das durch seine Beziehung zu Kaiser Friedrich II. Bedeutung erlangte. Bianca Lancia die Jüngere war die Geliebte und schließlich auch Ehefrau Friedrichs, ihre Verwandten die wichtigste Stütze von Biancas und Friedrichs Sohn Manfred in seinem Kampf gegen Karl von Anjou um das Königreich Sizilien.

## Geschichte
Die Lanza (ab dem 17. Jahrhundert auch Lancia) gehören zum alten sizilischen Adel. Erster erwähnter Träger des Namens Lanza war Manfred I. (ca. 1140–nach 1214). Dessen Herkunft ist umstritten, einige Historiker sehen ihn als Sohn eines Wilhelm (Guglielmo), der wiederum ein Sohn des Bonifacio del Vasto, Markgraf von Savona aus dem Hause Del Vasto war, einem Seitenzweig der Aleramiden. Andere führten ihn auf einen Ernst von Wittelsbach aus Bayern zurück (weshalb die Linie Lanza di Brolo später dem Lanza’schen Stammwappen bayerische Rauten hinzufügten).
Um 1200 waren die Lanza Herren von Longi. Im 17. Jahrhundert teilten sie sich in die Zweige der Herzöge von Brolo und der Fürsten von Trabia. Das Wappen der Brolo-Linie ist ein goldener, bekrönter Löwe auf schwarzem Grund, das der Trabia-Linie ein schwarzer, bekrönter Löwe auf goldenem Grund. Stammsitz der Familie war das Castello di Brolo (auch Schloss Lancia genannt), um das herum sich die Hafenstadt Brolo in der Metropolitanstadt Messina entwickelte. Dort wuchs vermutlich auch Bianca Lancia auf. Die Familie erwarb später zahlreiche weitere Lehen, darunter sechs im Range von Fürstentümern, drei Herzogtümer, zahlreiche Markgrafschaften, Grafschaften und Baronien.
Der Palazzo Butera in Palermo (den Goethe und Wilhelm II. besuchten) befindet sich bis heute im Besitz der Familie, ebenso der benachbarte Palazzo Lanza Tomasi di Lampedusa, den der Musikwissenschaftler Gioacchino Lanza Branciforte Tomasi (* 1934) von seinem Onkel und Adoptivvater, dem Schriftsteller Giuseppe Tomasi di Lampedusa geerbt hat. Aktuelles Oberhaupt ist Don Pietro 5. Principe Lanza di Scalea, 15. Principe di Trabia, Principe di Scalea, 14. Principe di San Stefano in Mistretta, 7. Principe di Butera, Principe di Pietrapersia, Principe di Catena, Principe di Campofiorito  (* Palermo 1942). (Siehe Weblink)
Die Lancia gehören neben den Alliata, Filangeri, Gravina, Moncada, Notarbartolo, Paternò, Spucches, Stagno, Tomasi di Lampedusa, Valguarnera und Ventimiglia zu den großen Fürstenhäusern im einstigen Königreich Sizilien. Nach dem berühmten Roman Der Gattopardo werden diese auch bisweilen als Die Leoparden bezeichnet.

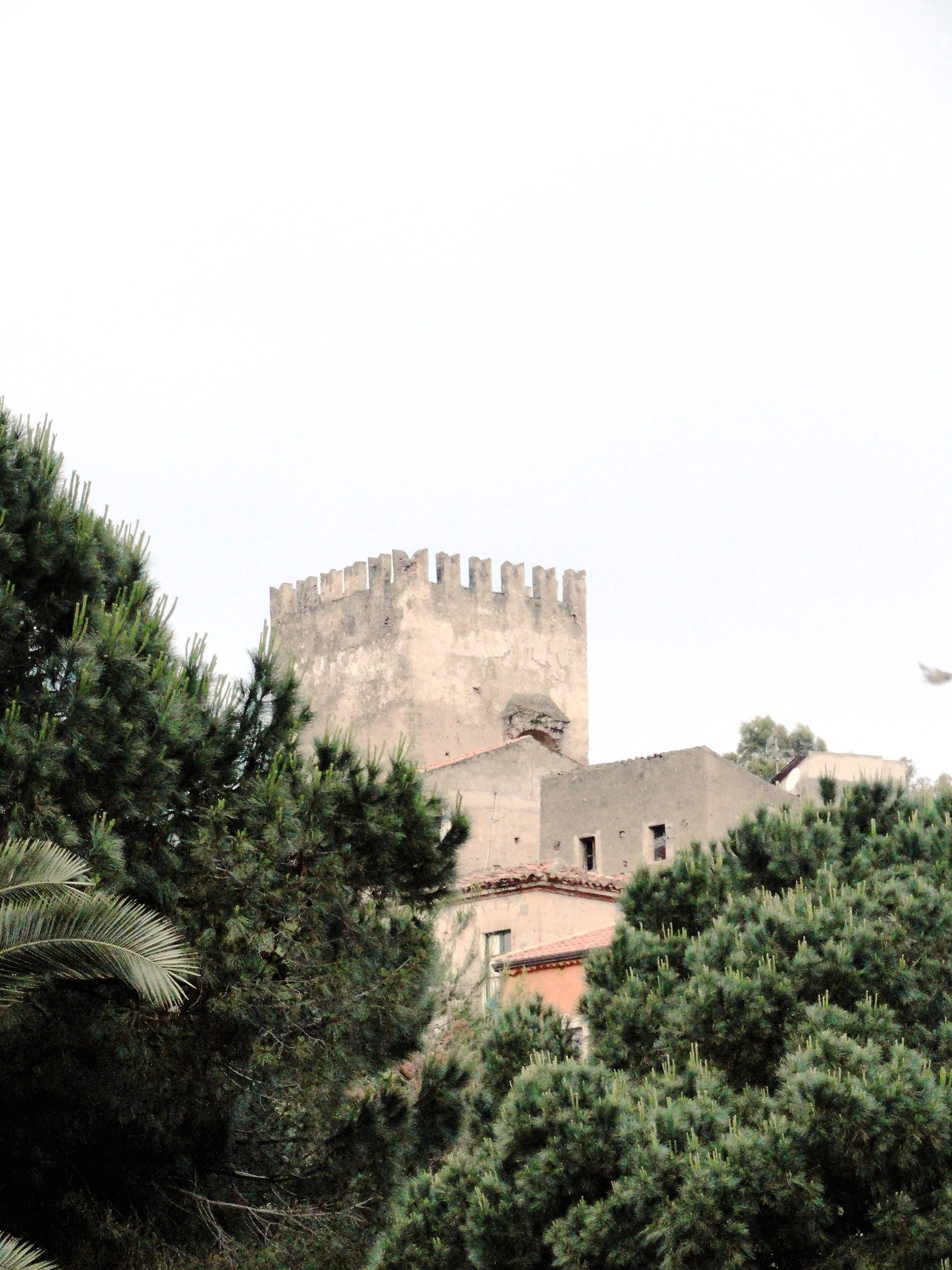
Castello di Brolo
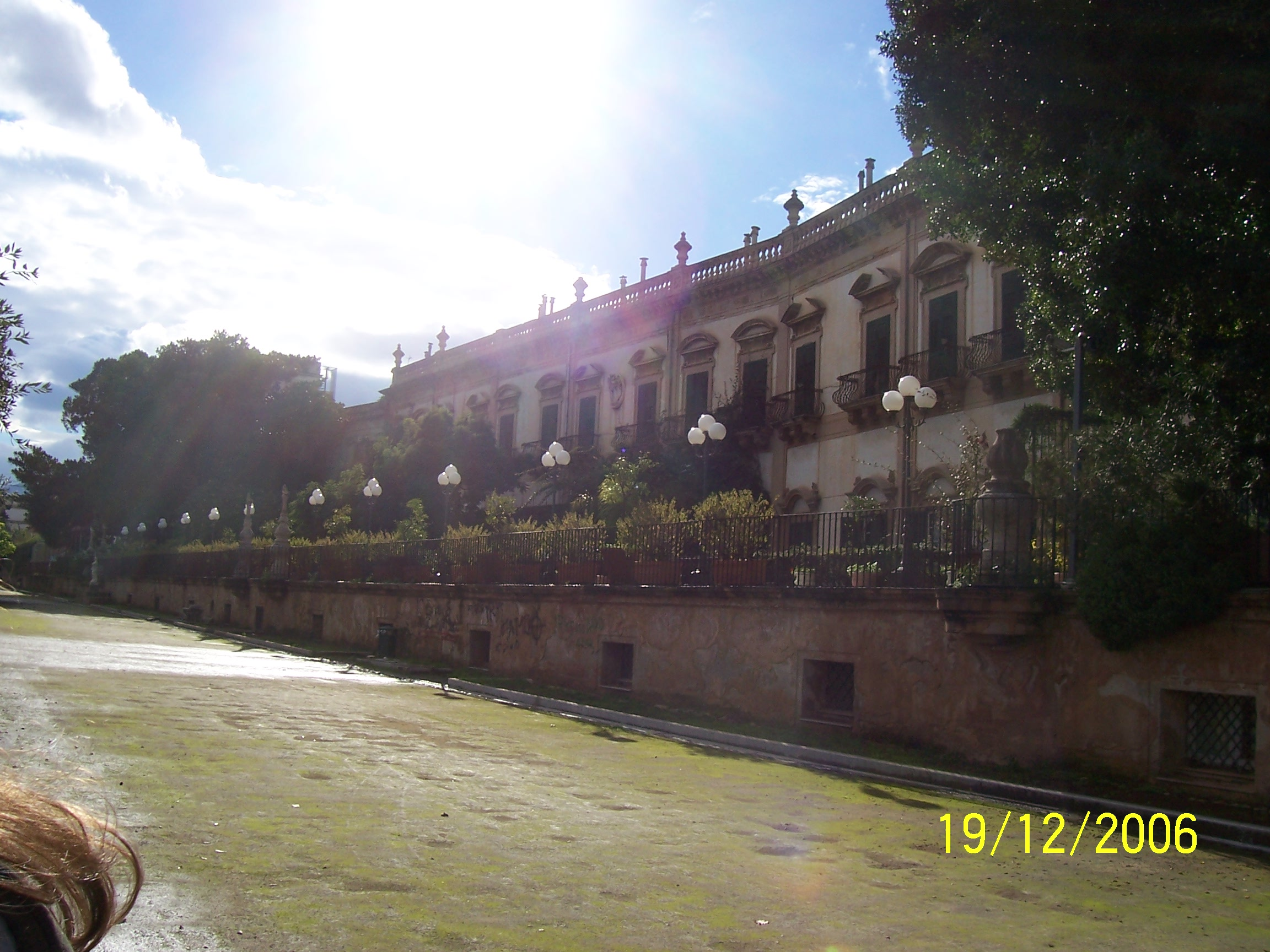
Palazzo Butera, Palermo
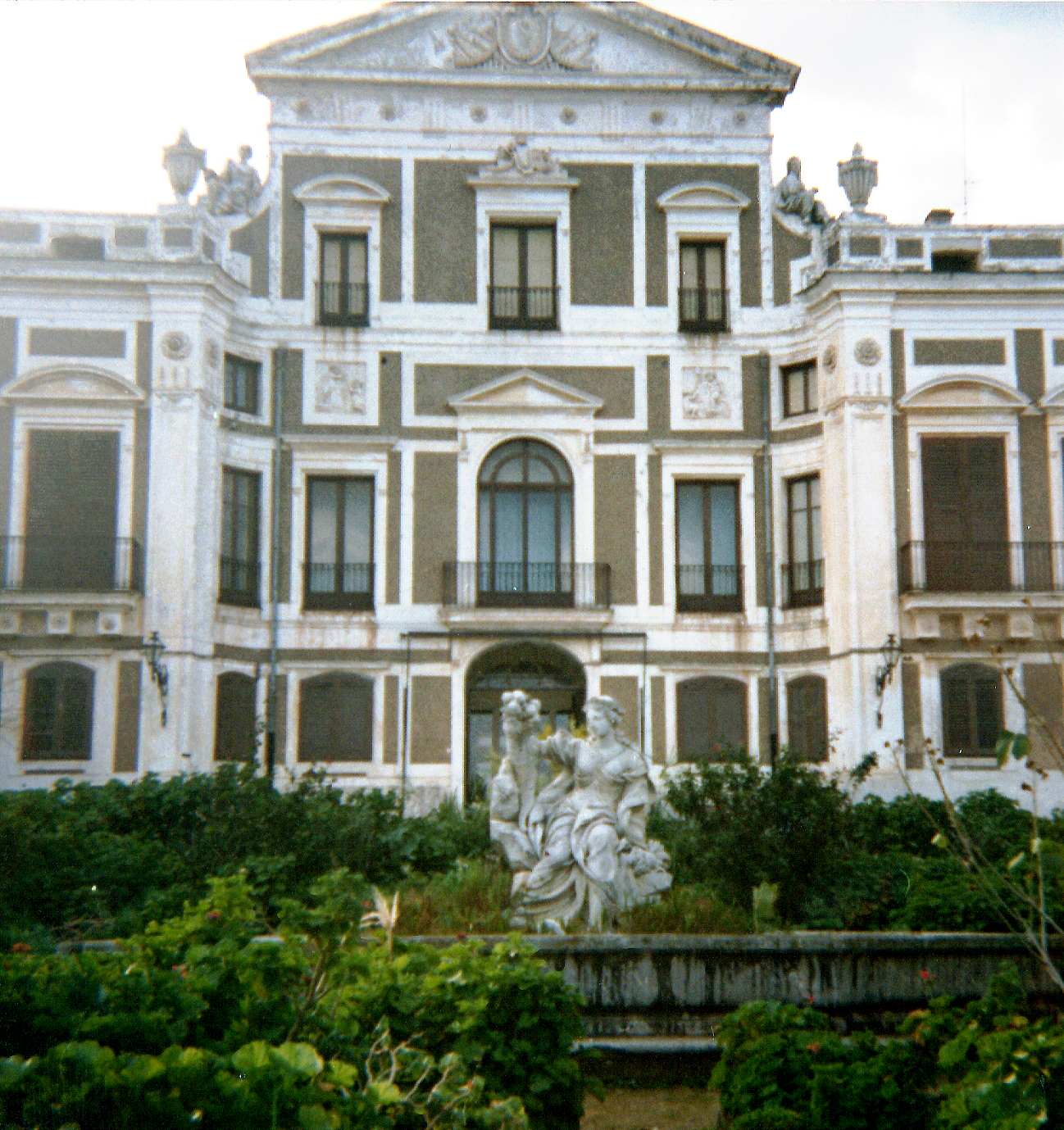
Villa Comitini-Trabia in Bagheria
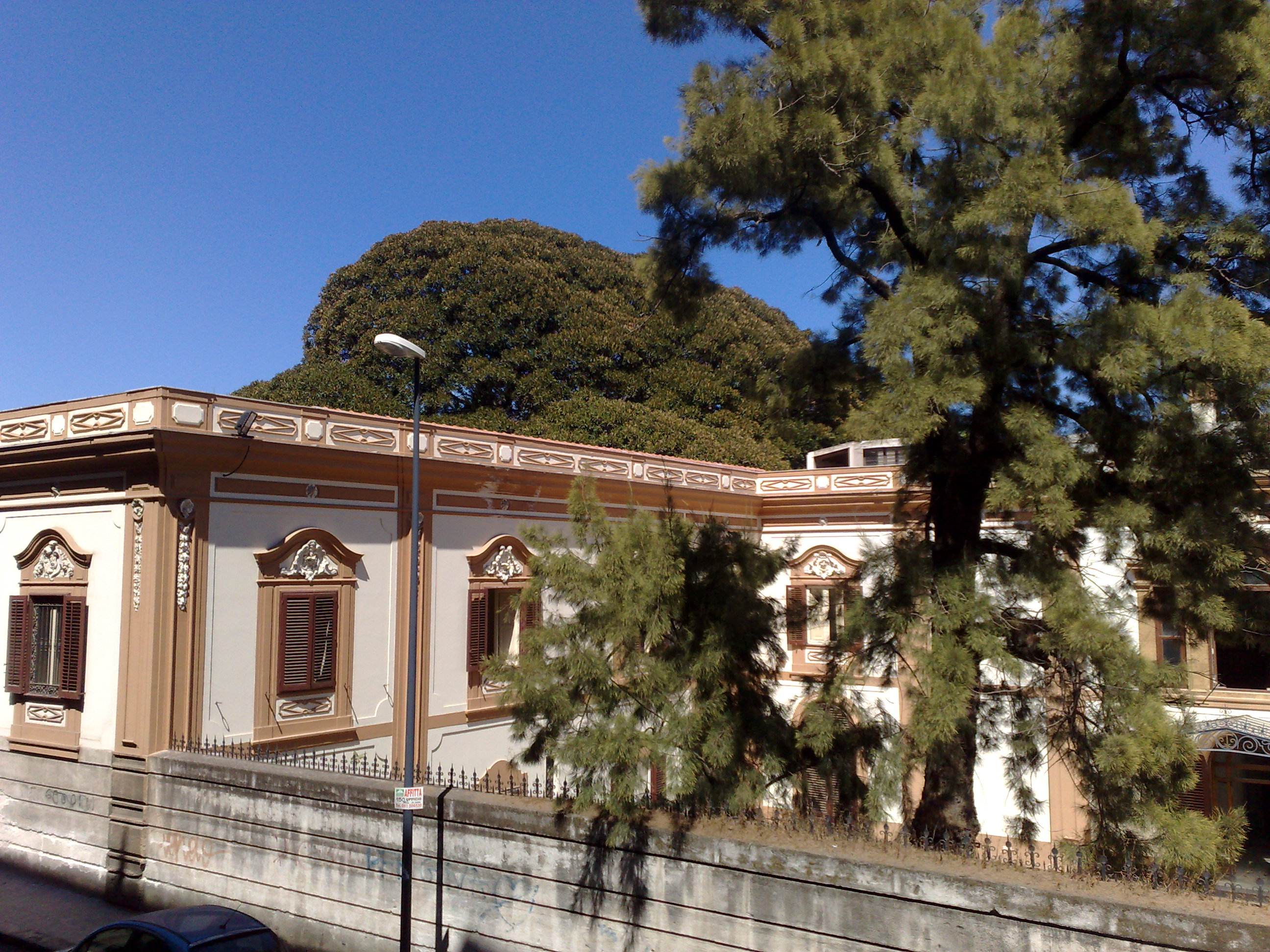
Villa Trabia, Palermo
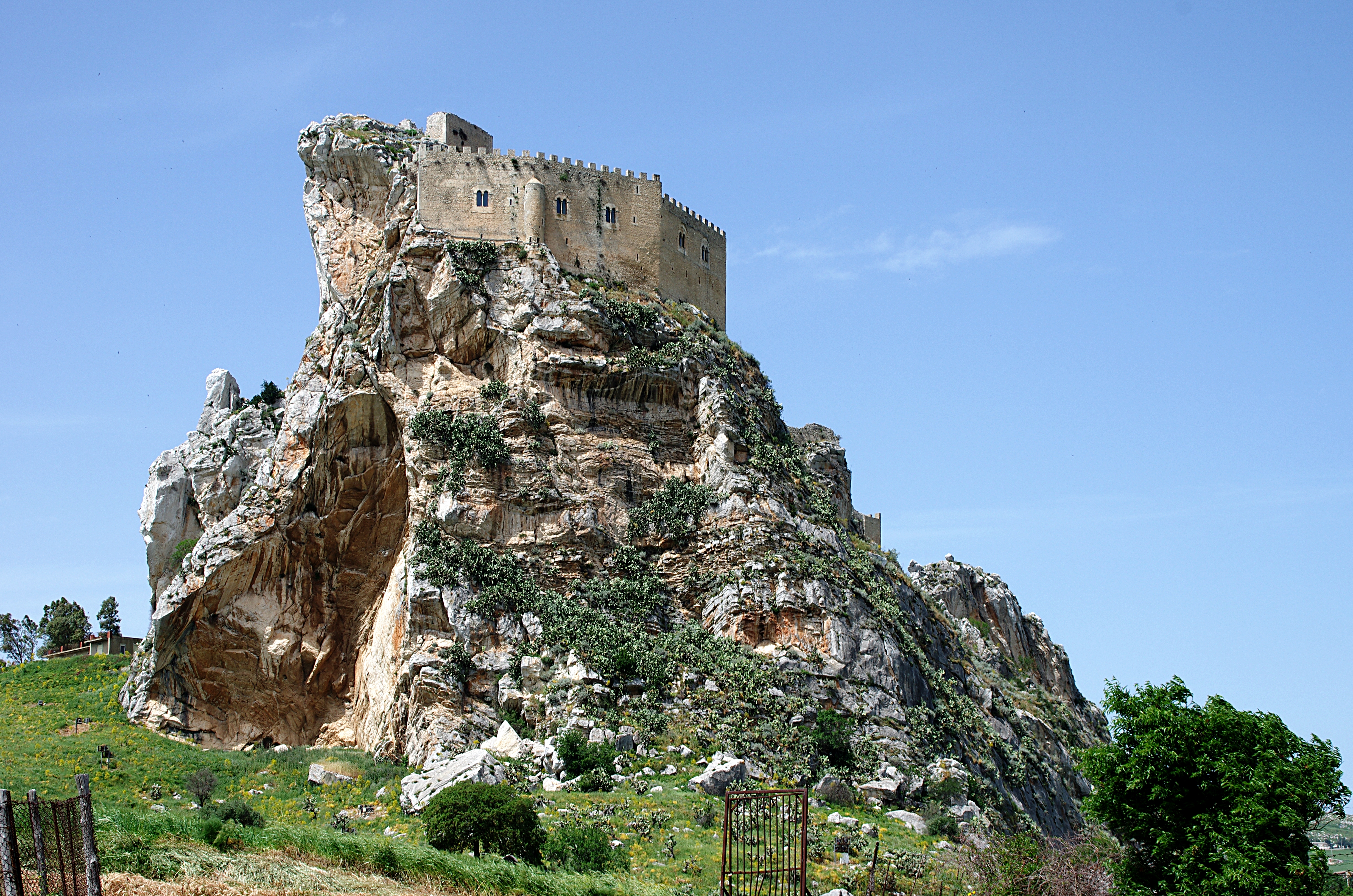
Castello Mussomeli

## Stammtafel
Die Ursprünge der Familie stellen sich wie folgt dar:
†
1. NN
  1. Heinrich Lancia
  2. Hugo (nach anderer Quelle: Wilhelm (Guglielmo), Sohn des Bonifacio del Vasto, Markgraf von Savona)
  3. Manfred Lancia, genannt il Vecchio, † 1215
    1. Manfred II. (1185–1257), 1239 Statthalter der Lombardei
    2. Giordano Lancia, † 1267, kämpfte 1266 in der Schlacht bei Benevent
    3. Bianca Lancia die Ältere, ⚭ I Bonifacio d’Agliano; ⚭ II Galvano von Anglona, der ebenfalls 1266 in der Schlacht von Benevent kämpfte
      1. (I) Bianca Lancia, † 1233/1234; ⚭ confirmatio matrimonii in articulo mortis (Eheschließung auf dem Totenbett 1233/34 zur nachträglichen Legitimierung der gemeinsamen Kinder: legitimatio per matrimonium subsequens) Friedrich II., Kaiser des Heiligen Römischen Reiches und König von Sizilien aus dem Hause der Staufer, * 26. Dezember 1194, † 13. Dezember 1250
        1. Costanza (Anna) von Staufen (1230/1232–1307) ⚭ Johannes III., Kaiser von Byzanz
        2. Manfred von Sizilien (1232–1266), 1250 Fürst von Tarent, Verweser in Reichsitalien und Sizilien, ab 1258 König von Sizilien; ⚭ I. Beatrix von Savoyen († 1258), ⚭ II. (1259) Helena von Epirus
          1. (I.) Konstanze von Sizilien (1249–1302) ⚭ Peter III. von Aragonien, ab 1282 König von Sizilien
          2. (II.) 5 Kinder

        3. Violanta von Staufen (vor 1233 – nach Sommer 1264) heiratete um 1245 Ricardo Graf von Caserta, schreibt die ältere Literatur, jedoch finden sich dafür keine Belege; sie wird auch als Ehefrau des Grafen Corrado Gaetani d'Oriseo e Terriccio, Vizekönig von Sizilien, genannt.

      2. Galvano Lancia (ca. 1210–1268), Generalvikar von Sizilien, kämpfte 1266 in der Schlacht bei Benevent
        1. Beatrice, † nach 1268, ⚭ 1258 vor dem 8. Juli Corrado de Antiochia, Conte di Loreto (Staufer); † nach 1301

      3. Galeotto Lancia, 1255 Baron von Longi
        1. Blasco
        2. Federico, 1258 Vizekönig von Sizilien
          1. Corrado, Graf von Caltanissetta, Admiral, 1297 Großkanzler von Sizilien
          2. Manfredi, Admiral in den Diensten des Königs von Aragon
            1. Pietro, 2. Graf von Caltanissetta

## Weitere Familienmitglieder
- Corrado Lancia e d’Alessandro (* 1681; † 1721) 2. Herzog von Brolo, 21. Baron Ficarra, 5. Markgraf Lancia, Ahnherr der Herzöge von Brolo
- Domenico Gaspare Lancia di Brolo, 1884–1919 Erzbischof von Monreale
- Giuseppe Lanza di Trabia-Branciforte (Lanza del Vasto) (* 1901; † 1981), Philosoph und Dichter
- Blasco Lanza D’Ajeta di Trabia (1907–1969), Diplomat